# Hengelo
Hengelo es una ciudad y un municipio de la provincia de Overijssel al este de los Países Bajos. El 1 de enero de 2014 el municipio contaba con 80.975 habitantes, en una superficie de 61,83 km². Además de Hengelo el municipio incluye los núcleos de población de Beckum y Oele y la aldea de Woolde.
En Hengelo está ubicada la sede de la empresa Thales Nederland.

## Historia
Aunque investigaciones arqueológicas indican que el lugar fue habitado desde mucho antes, el municipio fue fundado en 1802. Por entonces, apenas existían granjas y casas de trabajadores. 
A finales del siglo XIX la ciudad se desarrolló rápidamente gracias a la construcción de un importante nudo ferroviario.
Durante la Segunda Guerra Mundial, la ciudad fue intensamente bombardeada por los Aliados  debido a la presencia de la red ferroviaria, la industria bélica y las fábricas locales. Accidentalmente, entre los días 6 y 7 de noviembre de 1944, el centro de la ciudad fue bombardeada, matando a un gran número de gente. Este hecho dejó a la ciudad sin la mayor parte de su centro histórico.
El 31 de mayo de 2004, el atleta etíope Kenenisa Bekele batió en esta ciudad el récord del mundo de 5000 m, dejándolo en 12:37.35.

## Galería de imágenes

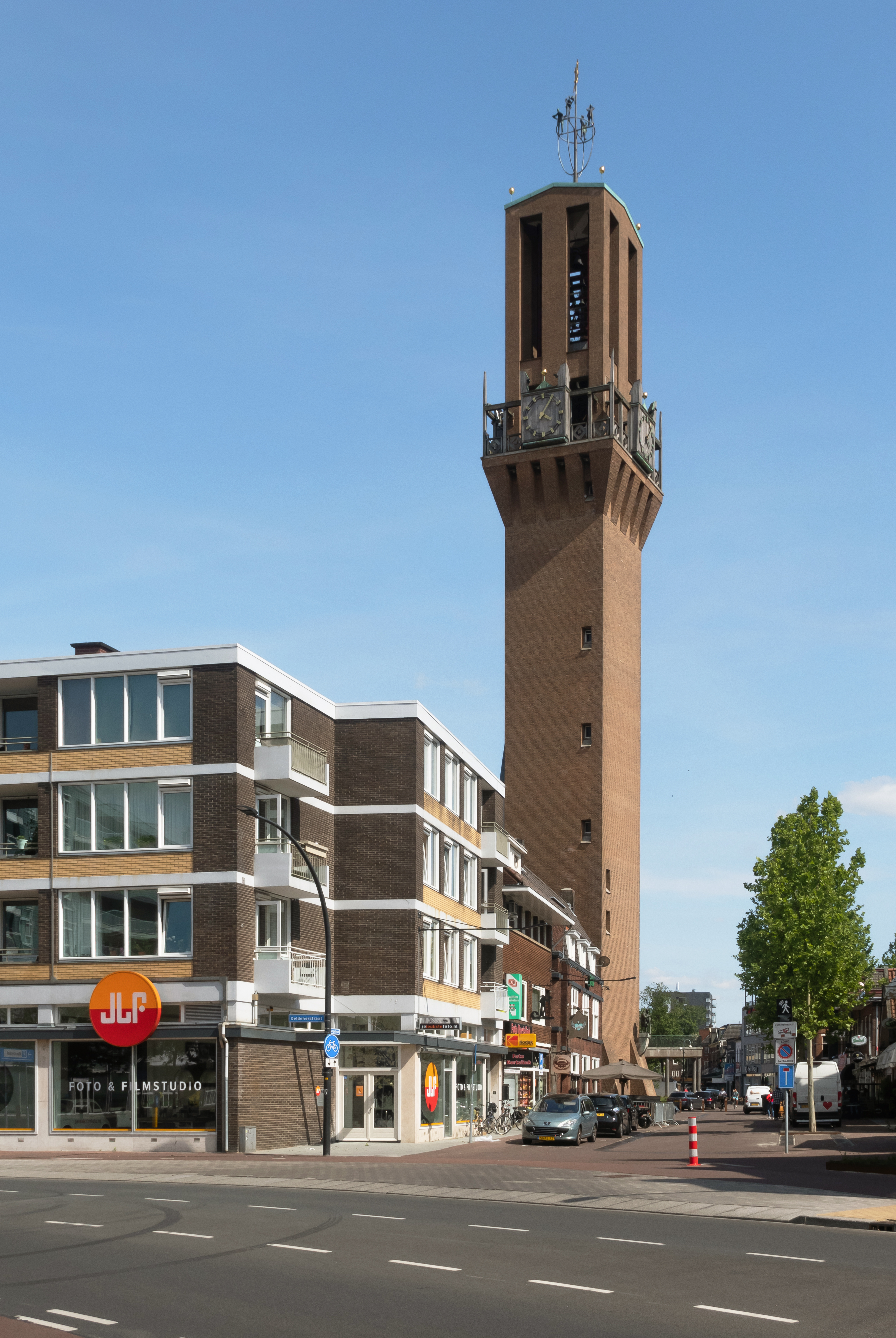
Torre del ayuntamiento
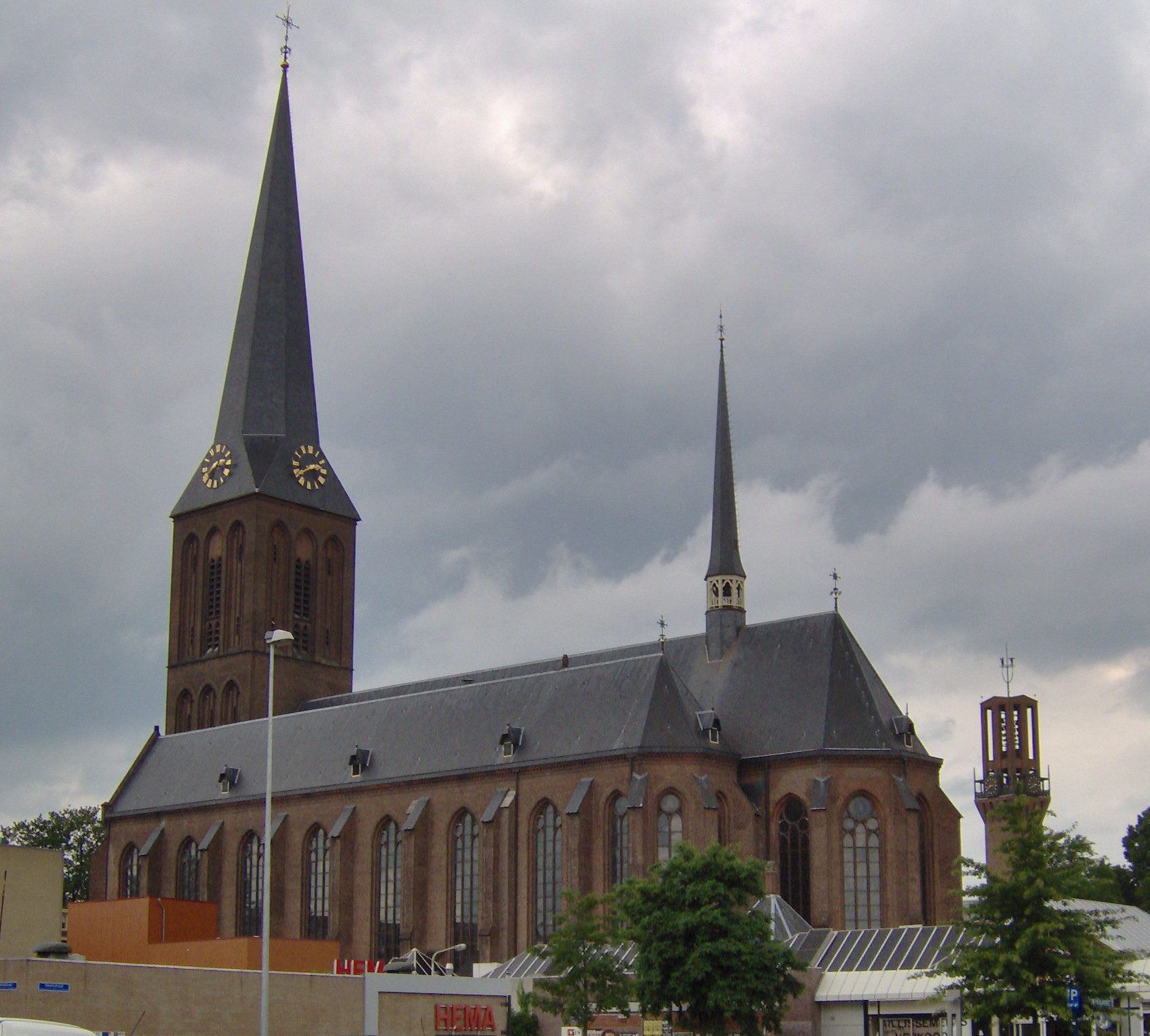
Basílica de San Lamberto
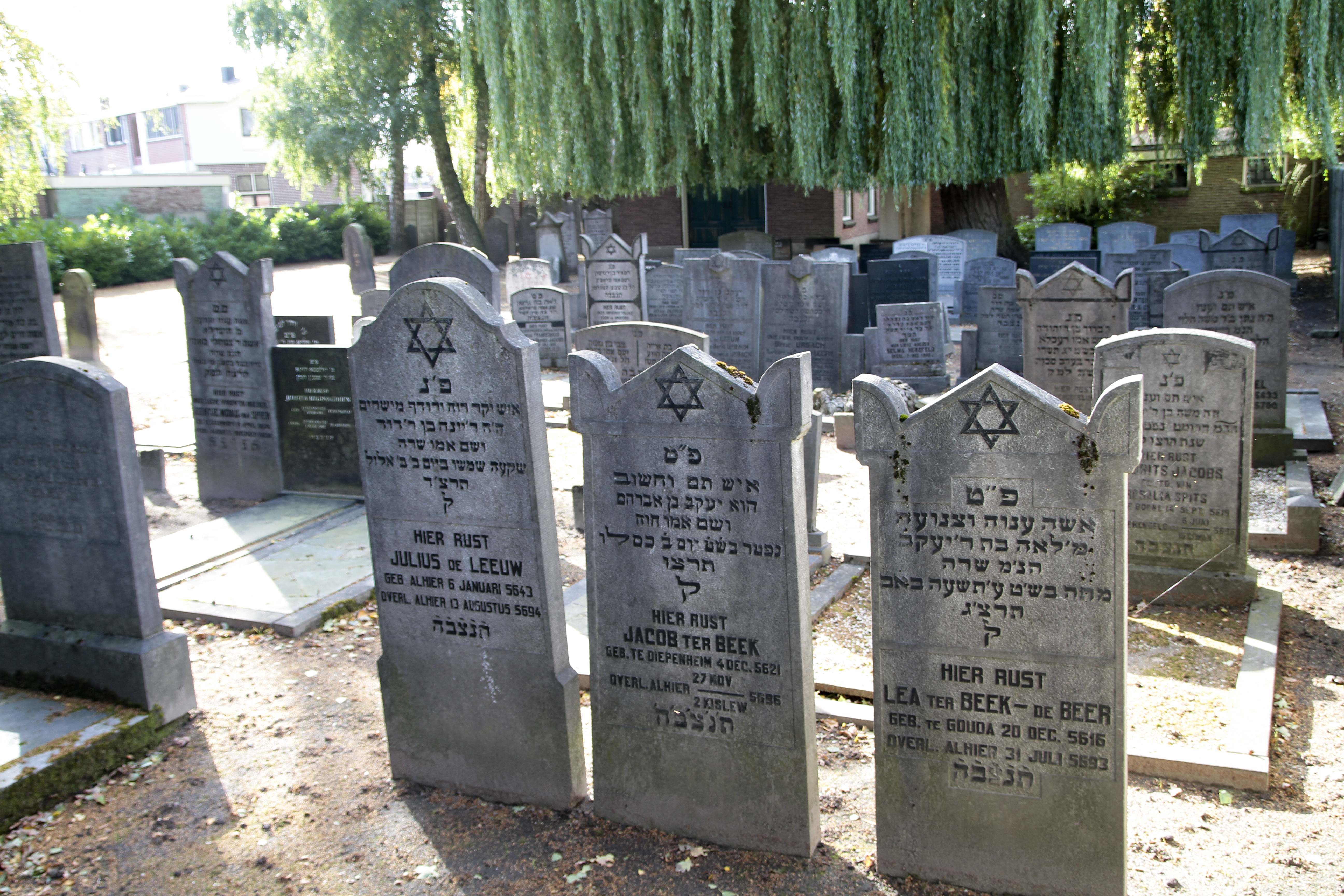
Cementerio judío
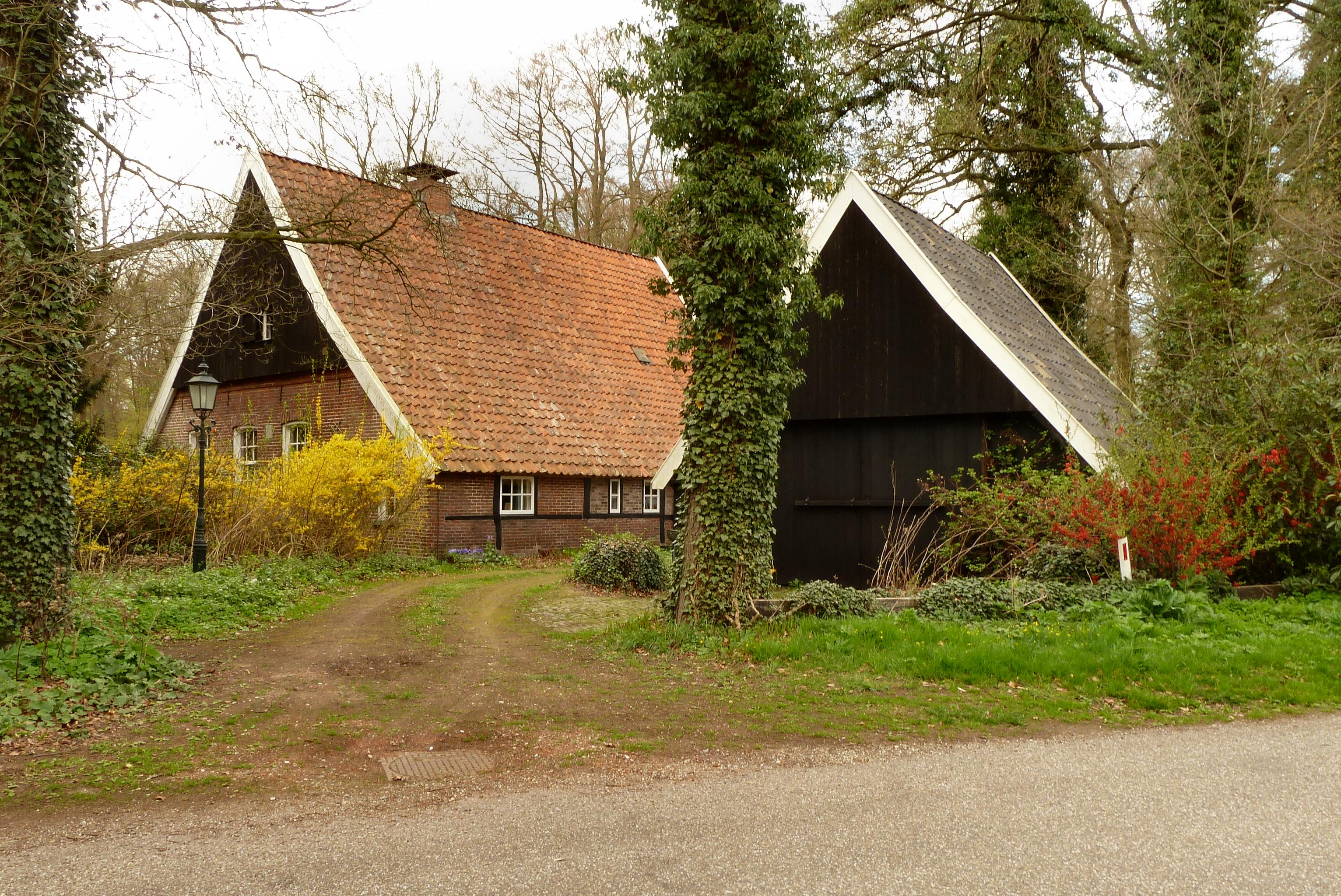
Granja
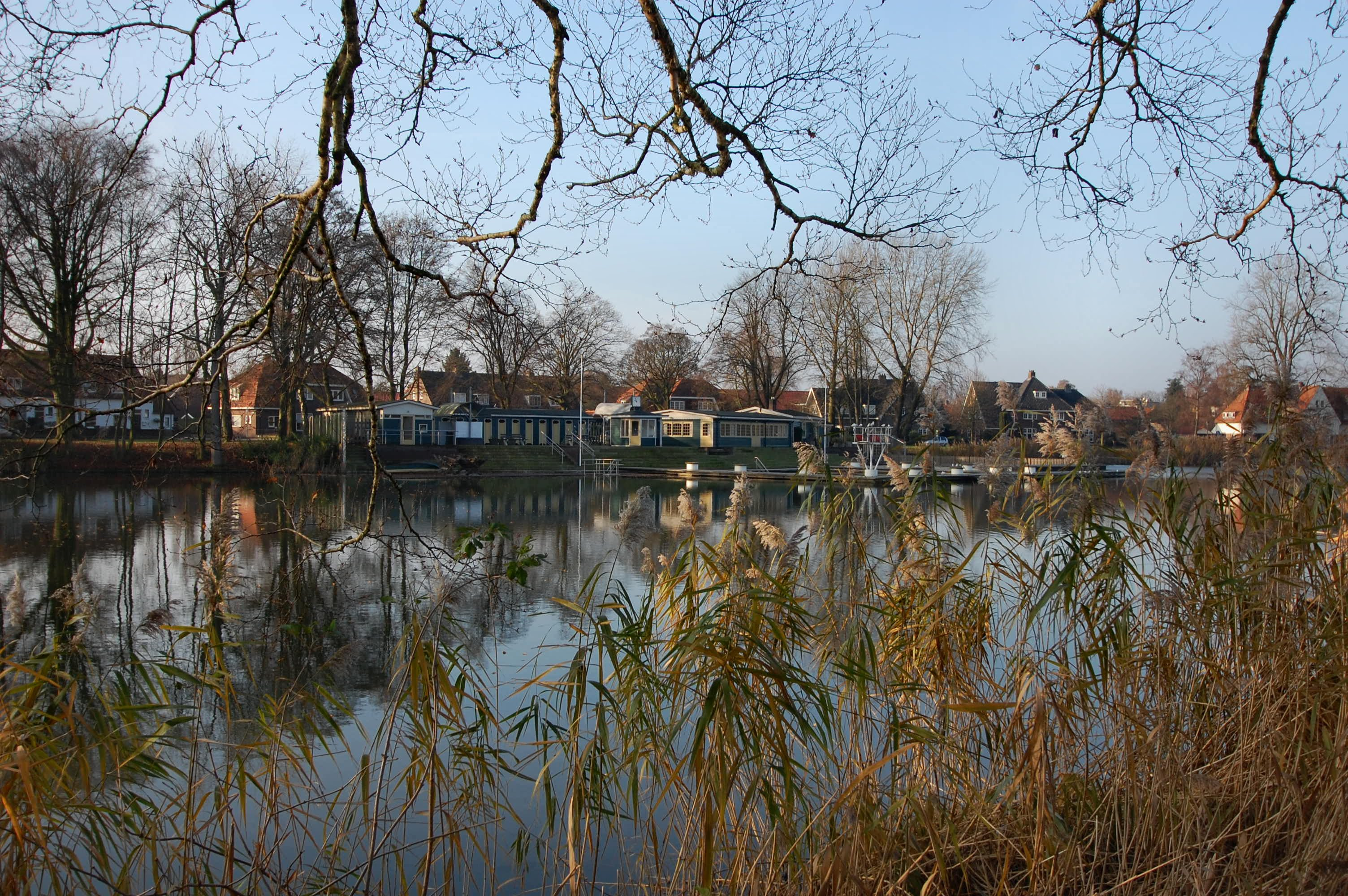
Tuindorp

## Personajes ilustres
- Joost Posthuma (1981), ciclista.

## Ciudades hermanadas
- Ogre, Letonia
- Plzeň, República Checa
- Emsdetten, Alemania